# La Revue en folie
Pour plus de détails, voir Fiche technique et Distribution.
La Revue en folie (On with the Show!) est un film américain réalisé par Alan Crosland, sorti en 1929.

## Fiche technique
- Titre : La Revue en folie
- Titre original : On with the Show!
- Réalisation : Alan Crosland
- Scénario : Robert Lord d'après la pièce de Humphrey Pearson
- Production : Darryl F. Zanuck
- Société de production : Warner Bros. Pictures
- Musique : Cecil Copping (en)
- Photographie : Tony Gaudio
- Montage : Jack Killifer
- Pays de production : États-Unis
- Format : Couleurs - 1,37:1
- Genre : Film musical, comédie romantique
- Durée : 103 minutes
- Date de sortie : 1929

## Distribution
- Arthur Lake : Harold Astor
- Betty Compson : Nita French
- Joe E. Brown : Joe Beaton
- Sally O'Neil : Kitty
- William Bakewell : Jimmy
- Louise Fazenda : Sarah Fogarty
- Sam Hardy : Jerry
- Harry Gribbon : Joe
- Wheeler Oakman : Bob Wallace
- Marion Fairbanks : Dorsey Twin
- Madeline Fairbanks : Dorsey Twin
- Purnell Pratt : Sam Bloom
- Thomas Jefferson : Dad
- Ethel Waters : Ethel Walters
- Otto Hoffman : Bart
- Lee Moran : Pete

## Autour du film
Il s'agit du premier film parlant entièrement en Technicolor.